# Tine Cederkvist Viskær
Tine Cederkvist Viskær, född 21 mars 1979, är en dansk fotbollsspelare (målvakt) som bland annat har spelat för LdB FC. Hon var förstemålvakt i LdB FC säsongen 2009 men säsongen efter var hon andremålvakt. Hon spelade då sin första allsvenska match i femtonde omgången, när ordinarie målvakten Thora Helgadottir var skadad.

## Perth Glory
Efter den allsvenska säsongen 2010 skrev hon kontrakt med den australiensiska klubben Perth Glory. Där fick hon plats som förstemålvakt säsongen 2010/2011.

## BSF
2011 kom hon till den danska klubben BSF (Ballerup Skovlunde Fodbold) där hon även spelade våren 2012.